# Chikbannigol, Yelbarga
Chikbannigol là một làng thuộc tehsil Yelbarga, huyện Koppal, bang Karnataka, Ấn Độ.